# Vermessungsschiff

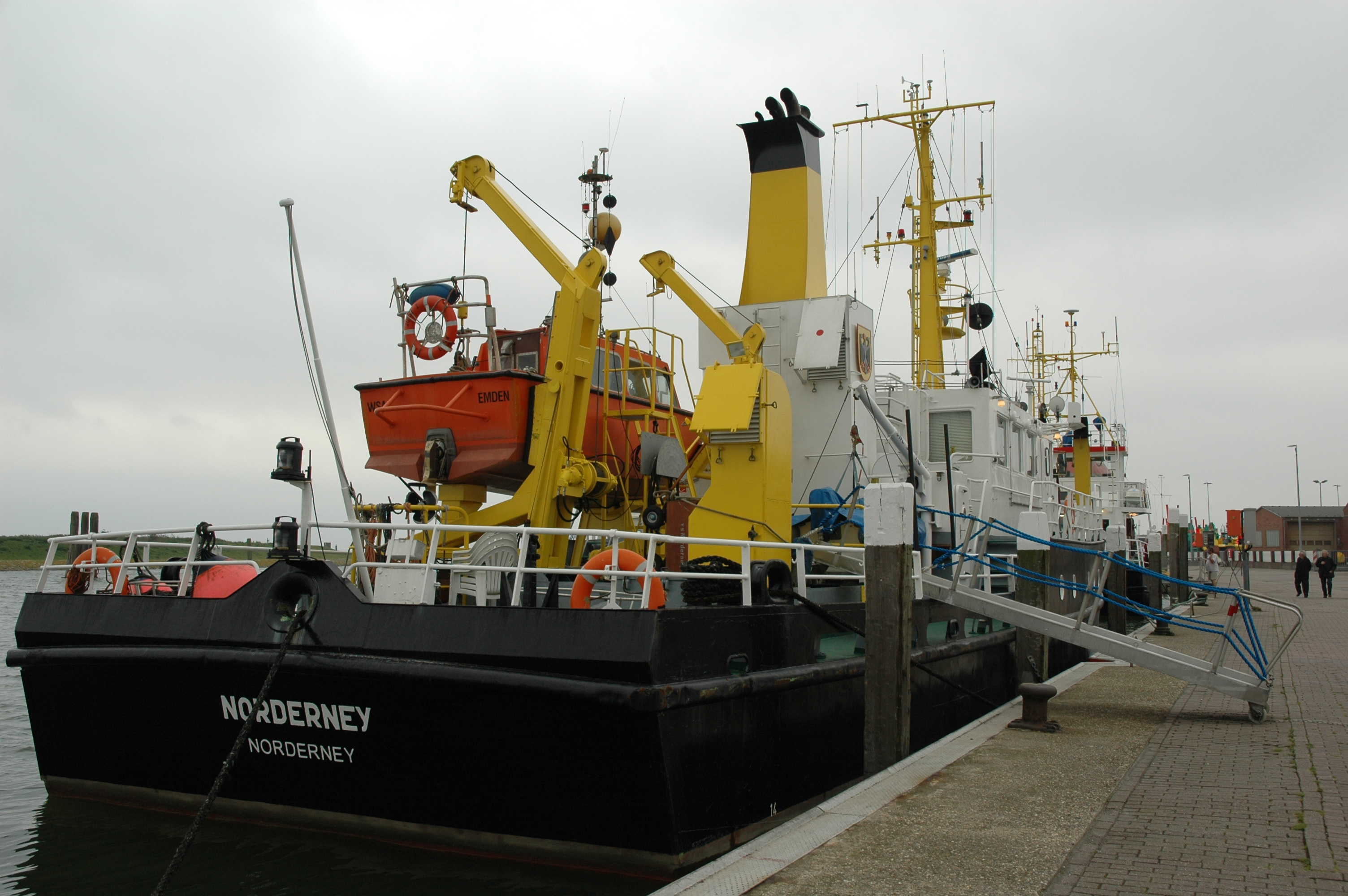
Das Vermessungsschiff Norderney im Hafen der namensgebenden Insel

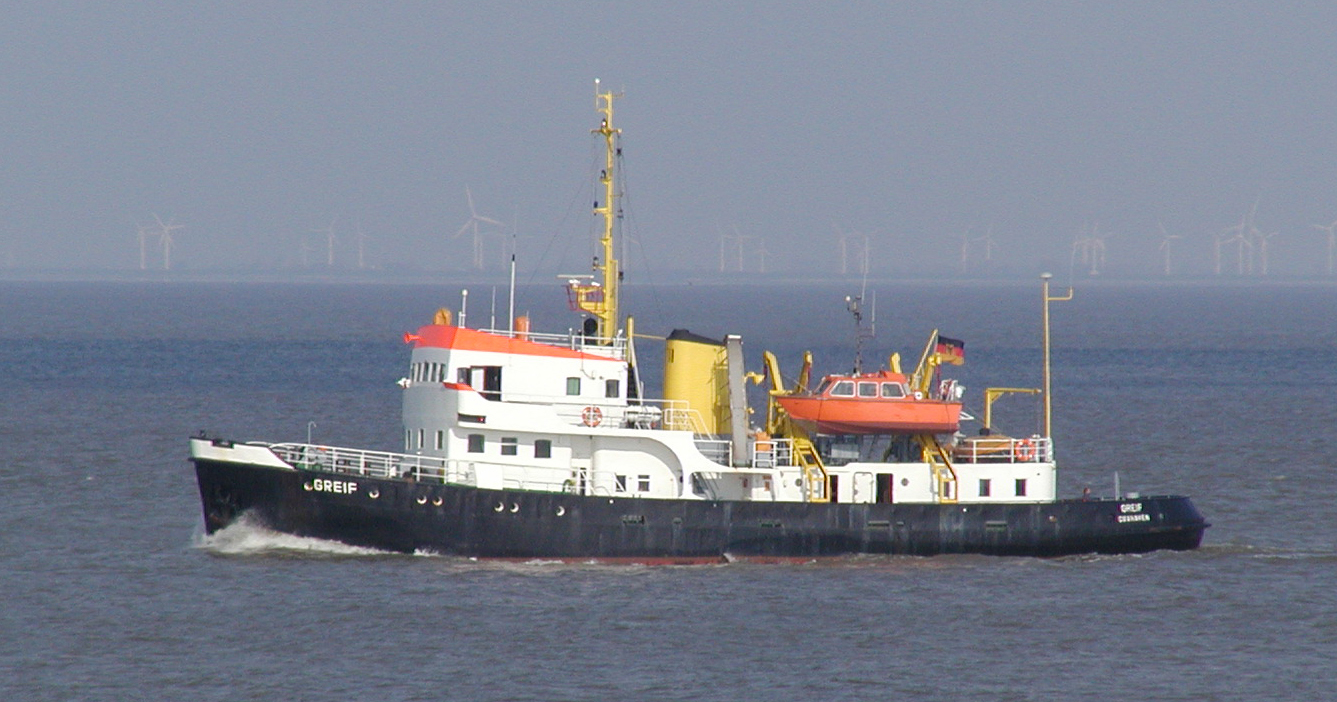
Das Peilschiff Greif des Wasser- und Schifffahrtsamtes Cuxhaven (2007)

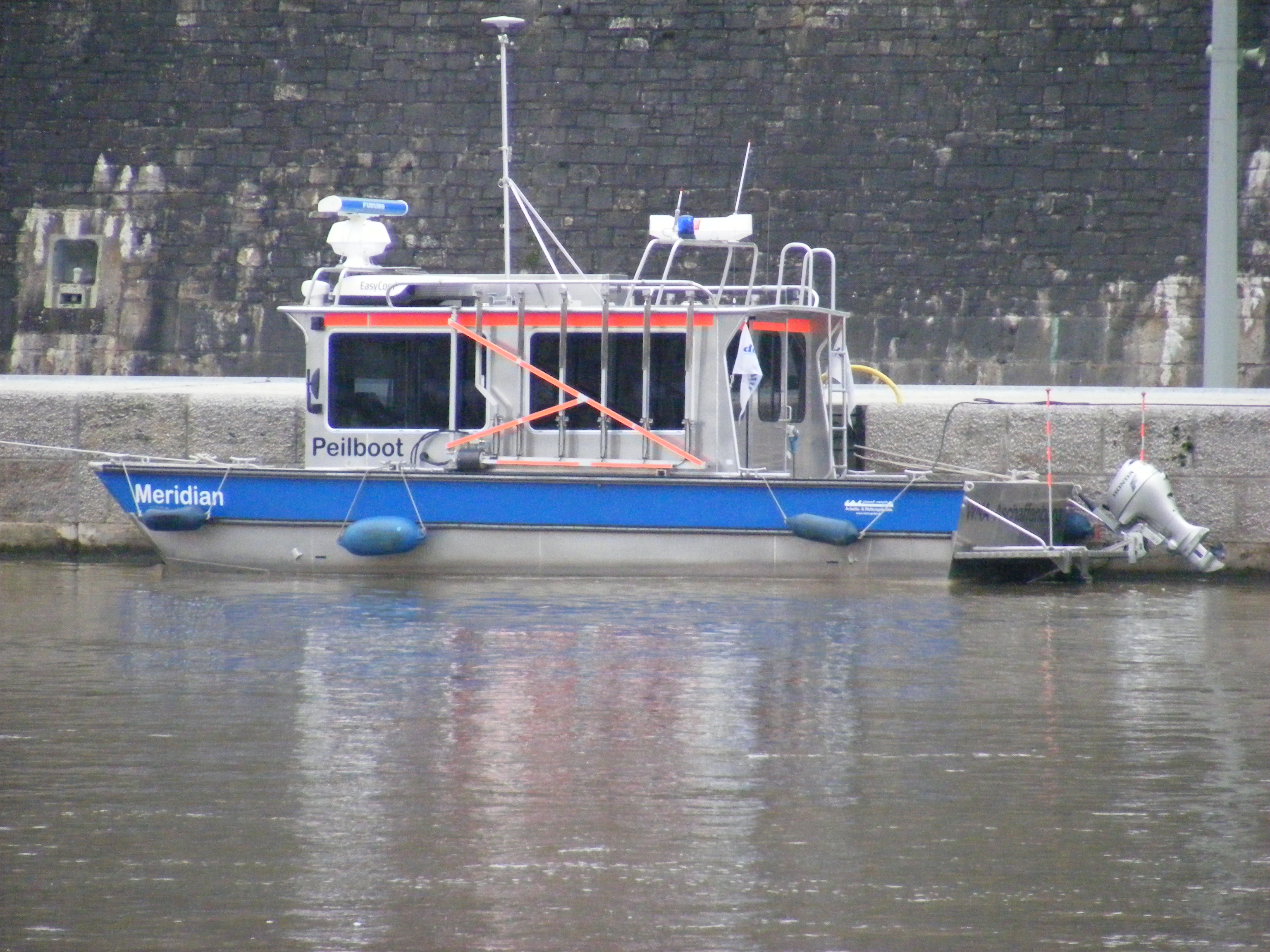
Das Peilboot Meridian des Wasserstraßen-Neubau-Amts Aschaffenburg auf dem Main in Würzburg (2010)

Ein Vermessungsschiff ist ein Schiff, das zur Vermessung der Sohle von Gewässern ausgerüstet ist oder werden kann. Kleine diesem Zweck dienende Schiffe werden auch als Peilboote bezeichnet. Peiljollen sind Tochterboote von Vermessungs- oder Peilschiffen. Die Tiefenmessung erfolgt heute hauptsächlich durch Fächerecholot, die Lagevermessung durch GPS. Auch Seitensichtsonar, Sedimentecholot und Magnetometer kommen oft zum Einsatz.
Vermessungsschiffe und Peilboote müssen eine stabile, ruhige Fahrt mit wenig Vibrationen ermöglichen und zugleich wendig sein. Für Küstenvermessung sind sie mit einem flachen Unterschiff gebaut (Plattbodenschiff), um auch bei Niedrigwasser nicht trockenzulaufen. Beim Einsatz auf Flüssen und Kanälen steht hingegen die Manövrierfähigkeit des Schiffs bzw. Boots im Vordergrund. Häufig werden aber auch umgerüstete Schiffe aus dem privaten Sektor verwendet.
Die wichtigsten Aufgaben sind:
- Vermessung von Flachküsten und Wattenmeeren
- Aufnahme von Flussmündungen, Fahrtrinnen und Verlandungen
- Aufnahme der Sohlen und Fahrtrinnen schiffbarer Flüsse
- Vermessung der Sedimentation bei Flusskraftwerken
- Tiefenmessung von Binnenseen
- spezielle Einsätze in der Ingenieurvermessung, z. B. beim Brückenbau.

Hochseetaugliche Vermessungsschiffe werden jedoch eher zur Rubrik Forschungsschiffe gezählt, weil sie meist auch biologische und andere Messausrüstungen besitzen.
In Deutschland werden Vermessungsschiffe vor allem in der Nordsee, Ostsee und auf den großen Flüssen und ihren Nebenflüssen erster Ordnung eingesetzt. Wichtigste Eigner sind Bau- und Vermessungsdienststellen, Kraftwerksbetreiber, das Bundesministerium für Verkehr, Bau und Stadtentwicklung und Universitäten.
In Österreich und der Schweiz sind Vermessungsschiffe vor allem auf Donau (Strombauamt), Inn, Enns und Rhein sowie – örtlich wechselnd – auf größeren Alpenseen und beim Kraftwerksbau im Einsatz.